# Messor barbarus
Messor barbarus är en myrart som först beskrevs av Carl von Linné 1767.  Messor barbarus ingår i släktet Messor och familjen myror.

## Underarter
Arten delas in i följande underarter:
- M. b. barbarus
- M. b. gallaoides
- M. b. mediosanguineus
- M. b. nigricans
- M. b. politus
- M. b. sahlbergi
- M. b. santschii

## Bildgalleri

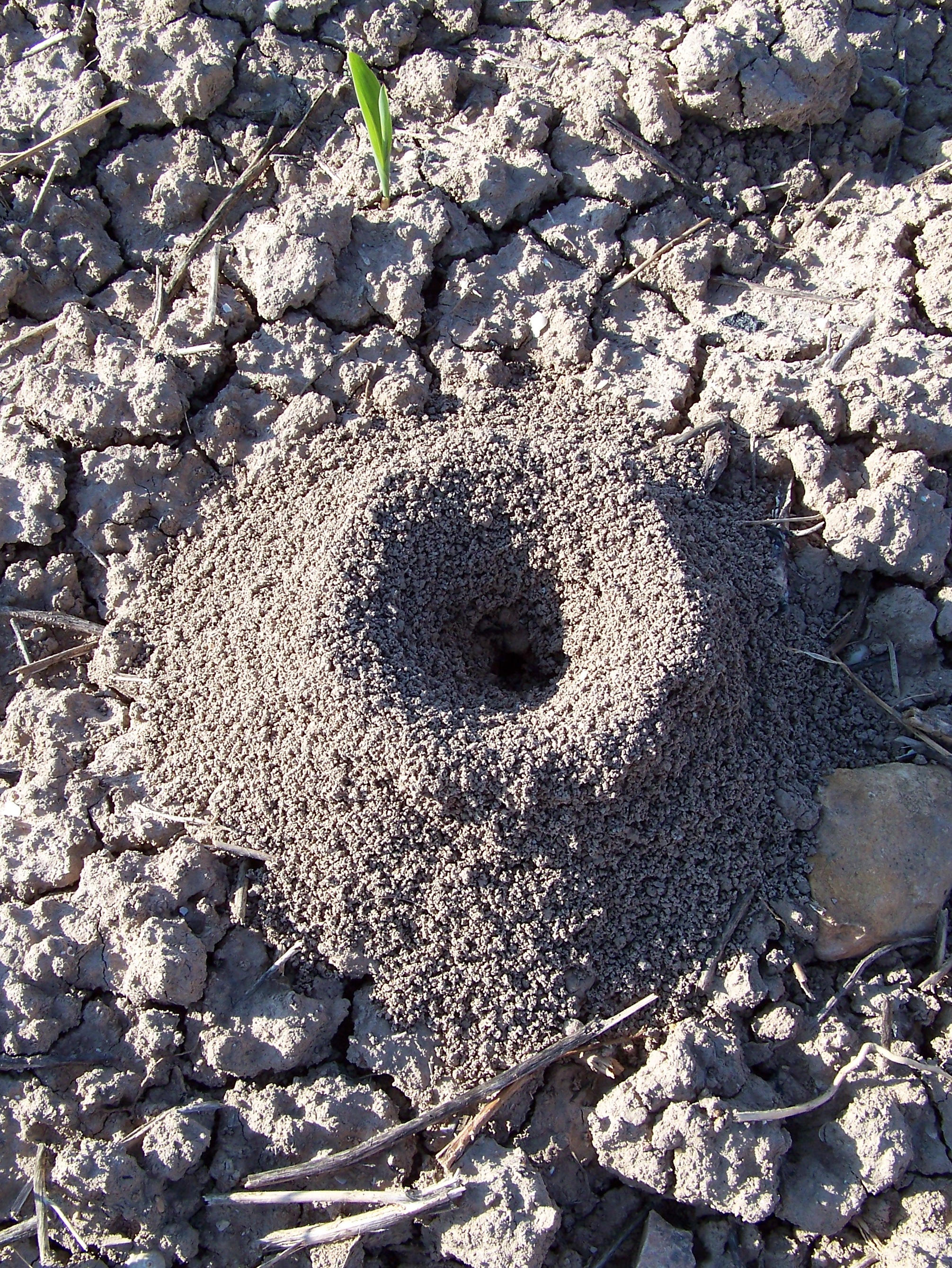
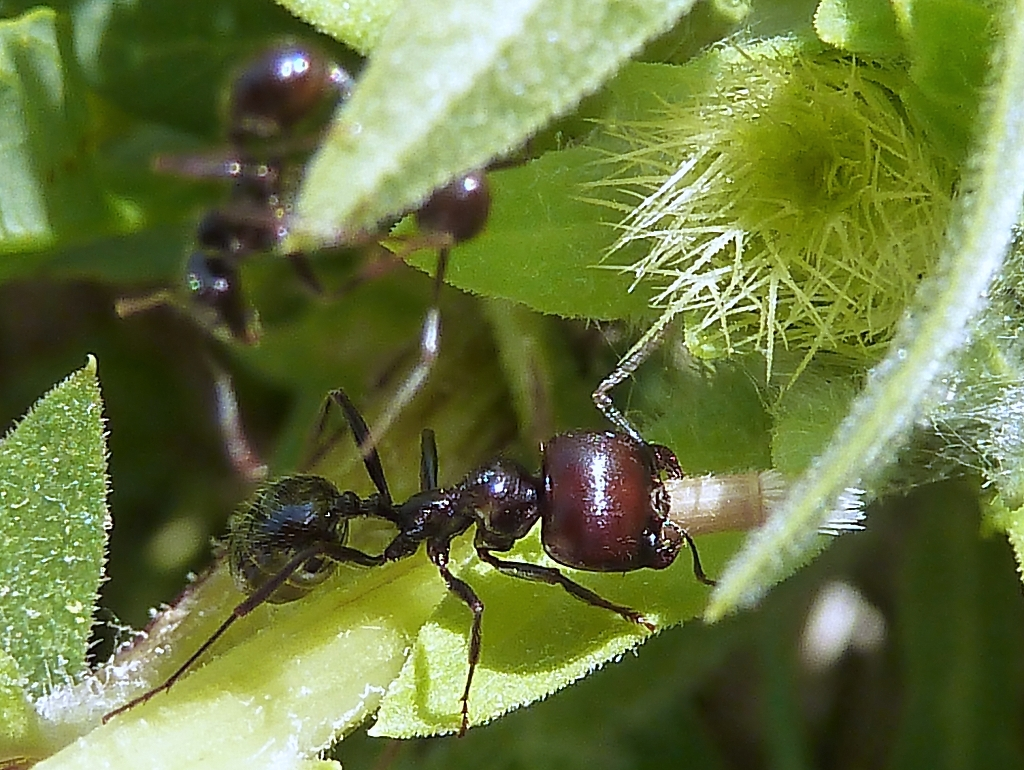
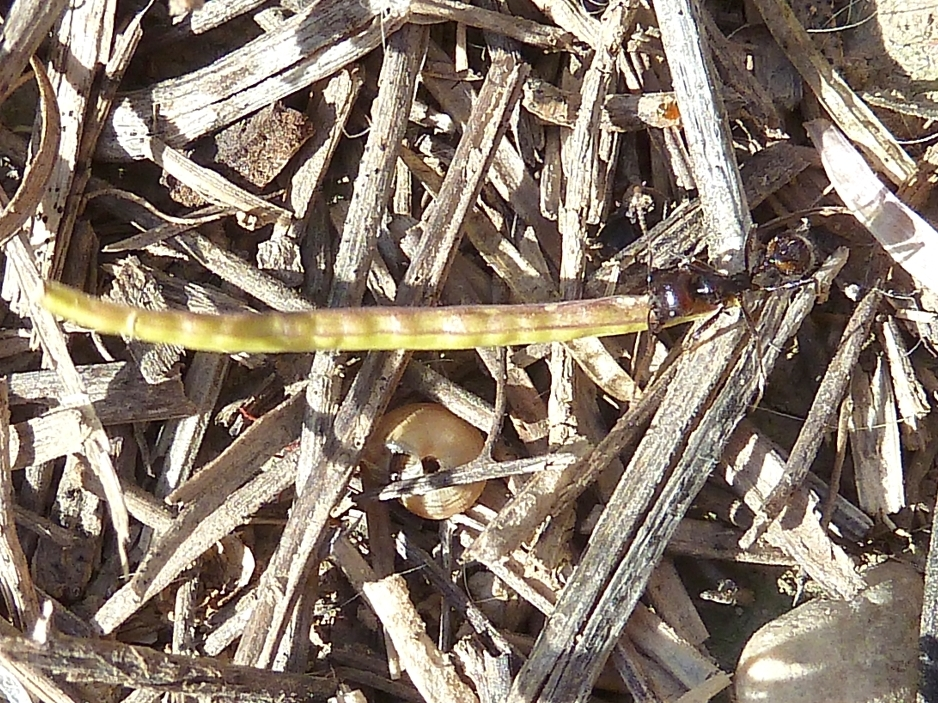
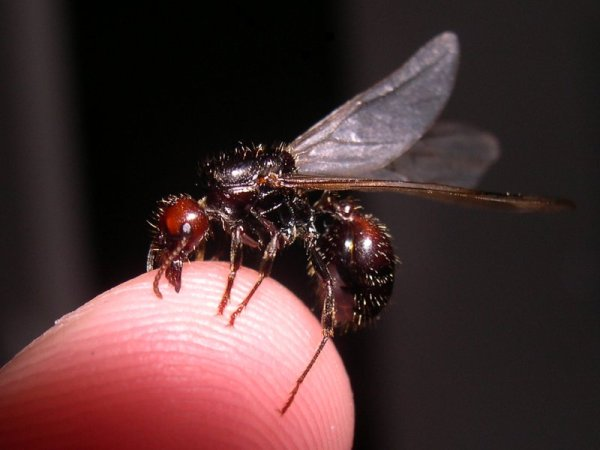
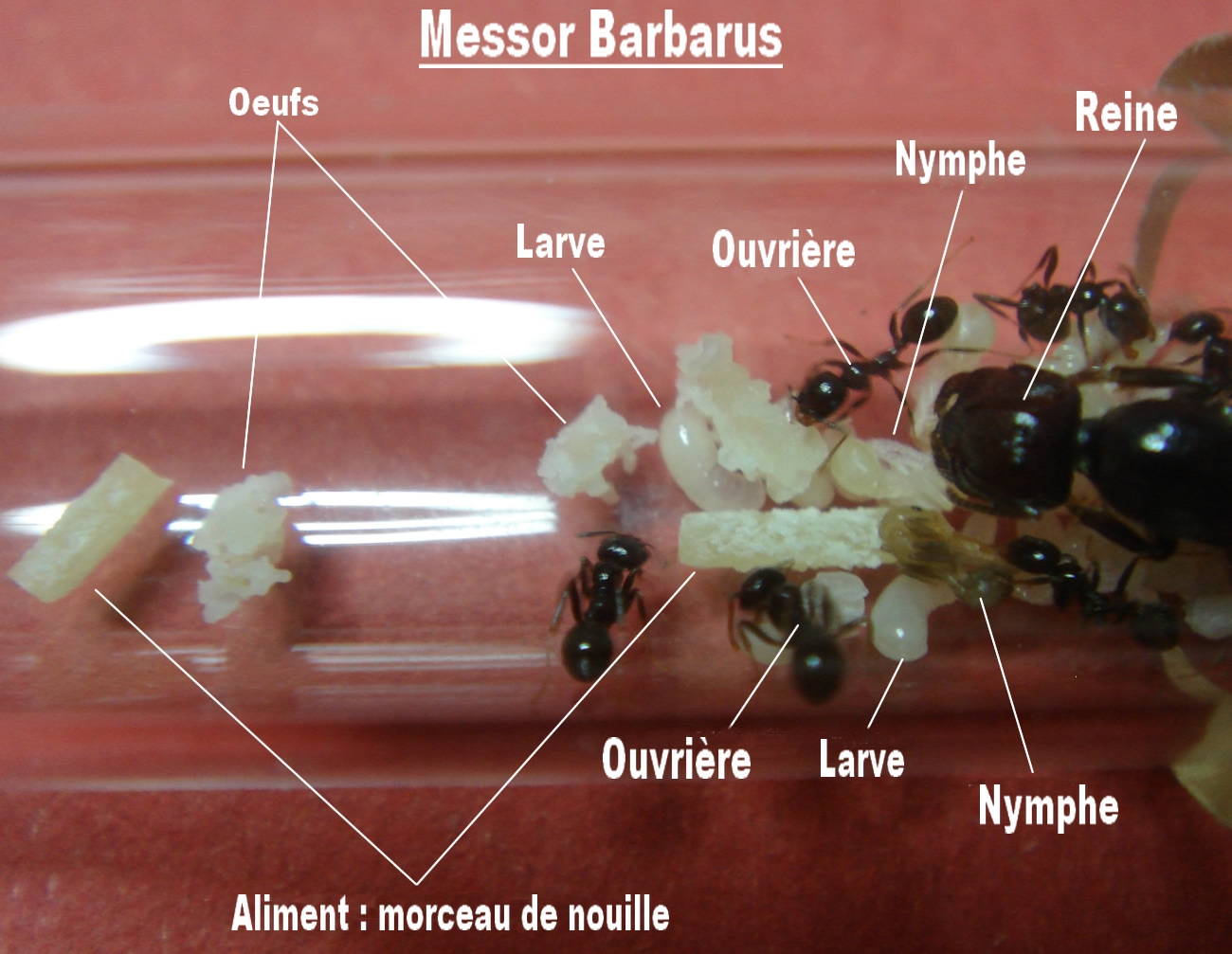
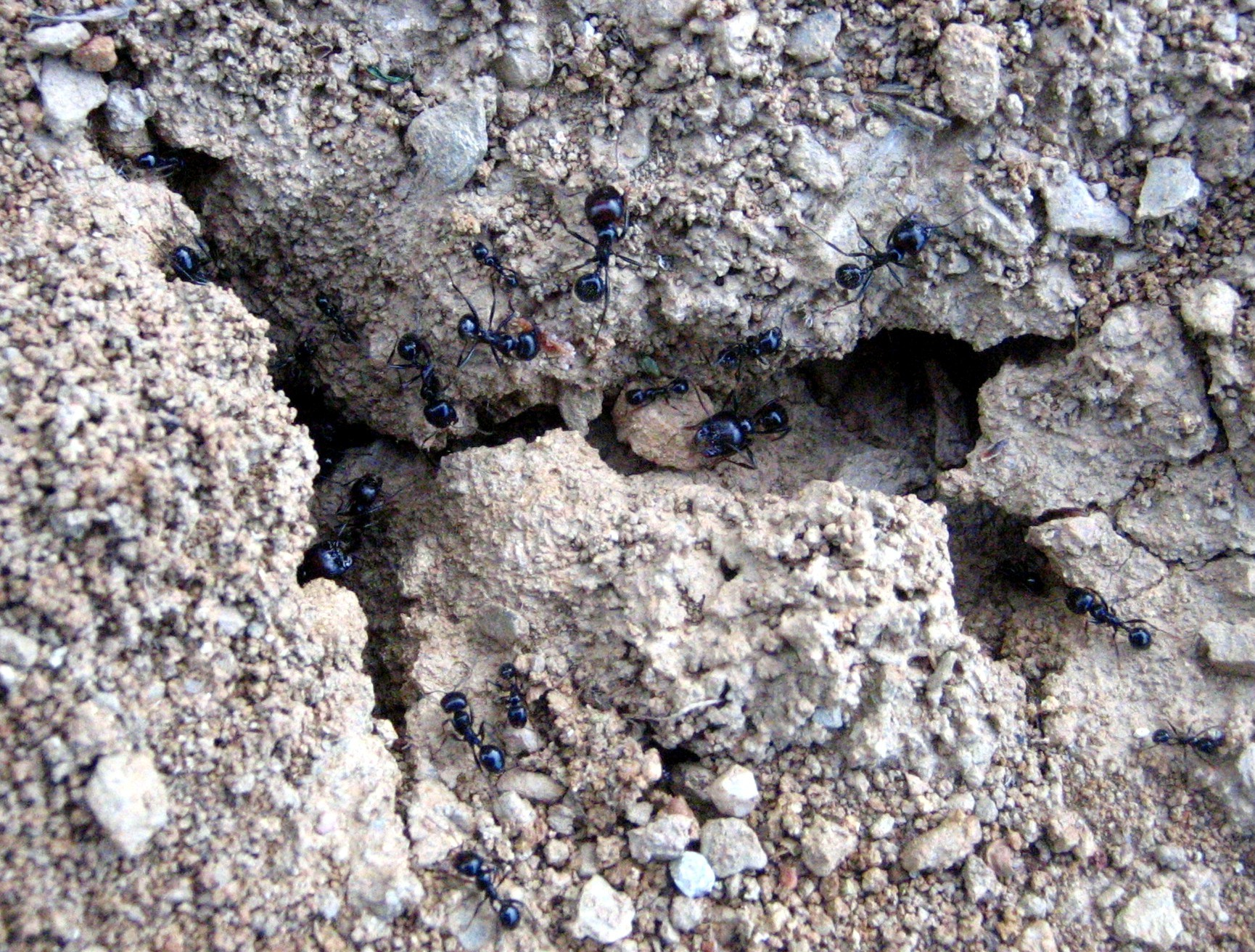